# Des bienfaits
De beneficiis
Des Bienfaits (De beneficiis) est un traité en sept livres du philosophe romain Sénèque. Il propose une analyse stoïcienne des notions éthiques de gratitude, d’ingratitude, et de bienfait, et offre de nombreux conseils pour accorder, recevoir, et retourner convenablement les bienfaits.

## Résumé

### Livre I
Selon Sénèque, l'ingratitude est le vice le plus répandu, car le commun des mortels ne sait pas donner avec sagesse. Pour Sénèque, c'est en effet le comportement du bienfaiteur qui est fautif. Sénèque donne quelques conseils pour l'éviter :
- ne pas donner avec froideur ;
- ne pas tarder avant de donner ;
- ne pas donner en humiliant l'obligé[4] ;

La multitude des ingrats ne doit toutefois pas restreindre la générosité, car le sage doit donner sans rien attendre en retour,. On ne saurait alors dire que l'on a "perdu", car qui croit perdre s'attendait à quelque chose en retour. Dans le cas contraire, ce serait une créance. Sénèque va plus loin, et affirme que le bienfait ne se situe pas dans la chose donnée, mais dans l'acte d'avoir donné cette chose, même si cette chose disparaissait accidentellement ensuite. Plus que l'acte, c'est l'état d'esprit dans lequel se trouve le bienfaiteur qui donne sa grandeur au bienfait. Sénèque donne ensuite des conseils concernant l'objet du bienfait :
- il devra être nécessaire, utile ou agréable, dans l'ordre de préférence[13] ;
- le présent ne doit pas rappeler un défaut personnel à l'obligé[14] ;
- il devra être durable[15], ce qui a l'avantage de rappeler de temps à autre aux ingrats qu'ils l'ont été[16] ;
- faire attention aux circonstances du don[17] ;
- que le présent soit original (que personne n'ait fait ce cadeau à l'obligé) et spécifique (que le bienfaiteur ne l'ait fait qu'à l'obligé)[18] ;

## Destinataire et date de composition
La date de composition du traité ne peut être établie qu’approximativement. La date la plus ancienne possible (terminus post quem) est 56 ap. J.-C. (en 2, 21, 6, Sénèque mentionne le consulaire Caninius Rebilus d’une manière insultante, ce qu’il ne fait pas à propos de ses contemporains ; or ce dernier était mort en 56 ap. J.-C.). Le terminus ante quem est juin 64 : il s’agit de la date d’écriture de la Lettre à Lucilius 81, où Sénèque mentionne le Des bienfaits d’une manière qui suppose que le traité était achevé à l’écriture de cette lettre.
Le traité est adressé à Aebutius Liberalis. Celui-ci nous est présenté dans le traité comme un homme riche (et donc capable d’accorder des bienfaits), suffisamment éduqué pour saisir des références littéraires, et soucieux de s’améliorer sur le plan moral. Il appartenait, comme les autres destinataires des œuvres de Sénèque, à l’ordre équestre. Le choix de ce destinataire pour ce traité a pu être motivé par son nom, qui renvoie à la volonté de faire des dons, un thème central du livre.
Il apparaît également dans la Lettre à Lucilius 91 où Sénèque raconte à Lucilius que Liberalis est inconsolable à la suite de l’incendie qui a frappé sa ville d’origine, Lugdunum (Lyon).  

## Sources philosophiques
Des bienfaits appartient à une riche tradition gréco-latine de traités sur la gratitude (en grec, peri charitos) qui avait commencé avec Théophraste, et dont le texte de Sénèque est le seul à avoir survécu en version intégrale. Nous savons que Théophraste, Démétrius de Phalère, Épicure et Philodème de Gadara avaient écrit des traités sur la gratitude ; dans la tradition stoïcienne où s’inscrit Sénèque, Chrysippe et Cléanthe avait écrit de tels traités.
Sénèque cite nominalement Chrysippe, à propos de l’allégorie des Grâces, qu’il critique avec humour (1, 3) et de la comparaison avec le jeu de balle, à laquelle il fait référence à plusieurs reprises. Cela ne signifie pas, cependant, qu’il avait lu le traité de Chrysippe ; il a pu y avoir accès de manière indirecte. Le stoïcien le plus souvent cité (à quatre reprises) est Hécaton, le disciple de Panétius. Celui-ci avait écrit un peri kathèkontos (Traité sur les devoirs) dont Sénèque a pu s’inspirer ; il est aussi possible, mais non prouvé, qu’Hécaton ait lui aussi écrit un traité sur la gratitude.
Le philosophe cynique Démétrius, que Sénèque cite fréquemment au livre 7, était un de ses contemporains, qu’il avait pu entendre en personne.
Dans le domaine latin, la question de la libéralité avait été abondamment traitée par Cicéron dans son De officiis. Il n’existe aucune preuve irréfutable que Sénèque avait bel et bien lu ce dernier texte.